# Avatar: The Way of Water
Avatar: The Way of Water (dt. Avatar: Der Weg des Wassers) ist ein US-amerikanischer Science-Fiction-Film des Regisseurs James Cameron und eine Fortsetzung des Films Avatar – Aufbruch nach Pandora (2009). Der Film, der den Auftakt von insgesamt vier geplanten Fortsetzungen bildet, kam am 14. Dezember 2022 in die deutschen und zwei Tage später in die US-amerikanischen Kinos.

## Handlung
Mehr als zehn Jahre nachdem der ehemalige Soldat Jake Sully mithilfe des „neuronalen Netzwerkes“ von Pandora, genannt Eywa, seinen menschlichen Körper verlassen hat, endgültig mit seinem Avatar vereint und somit selbst ein Na’vi wurde, haben er und Neytiri eine Familie gegründet. Ihre Kinder sind ihr Ältester Neteyam, sein Bruder Lo’ak und deren kleine Schwester Tuktirey, genannt Tuk. Sie haben auch den Menschenjungen Miles „Spider“ Socorro, dessen Vater der verstorbene Miles Quaritch ist, und Na’vi-Teenager Kiri, deren Mutter der Avatar von Grace Augustine ist, in ihre Familie aufgenommen.
Die Resources Development Administration (RDA) landet mit einer Flotte aus zehn Raumschiffen, um Pandora auszubeuten und dort für die Menschen wichtige Rohstoffe abzubauen. Darüber hinaus soll von der neu errichteten Basis Bridgehead City aus der gesamte Mond kolonisiert werden, weil die Erde zunehmend unbewohnbar wird. Nach dem Tod von Colonel Miles Quaritch hat mittlerweile General Frances Ardmore die militärische Kontrolle über die RDA übernommen. Diese hat aus DNA geklonte Na’vi-Soldaten erschaffen, einen von diesen mit dem genetischen Material von Quaritch, der es, ausgestattet mit dessen Erinnerungen, persönlich auf Rache an Jake abgesehen hat.
Jake und seine Familie erfahren durch einen neuen Stern am Himmel von der Rückkehr der „Himmelsmenschen“. Auch in den folgenden Schlachten führt er als Toruk Makto die Na’vi im Kampf gegen diese an. Durch die Gegenwart von Quaritch auf Pandora, dem es gelingt, Spider gefangen zu nehmen, ist ihre Heimat nicht sicher. Jake überredet Neytiri, zur Sicherheit ihre Dschungelheimat und das Omaticayavolk zu verlassen, welches sich in seiner Festung in einer Hochlage im Gebirge verschanzt hat. Mit ihren Kindern steigen sie auf ihre Ikrane, fliegen über das Meer und suchen bei einem anderen Na’vi-Inselstamm Zuflucht. Diese gewährt ihnen das Metkayinavolk, das auf den Atollen an den Küsten des Mondes Pandora lebt und von Tonowari und seiner schwangeren Frau Ronal angeführt wird. Für Jake, Neytiri und vor allem ihre Kinder, die man an ihren fünf statt vier Fingern leicht als Halbblut erkennt, wird es eine schwierige Herausforderung, zu lernen, wie man sich in dieser Wasserwelt zurechtfindet. Sie müssen nun vieles lernen, wie die richtige Atemtechnik, um möglichst lange im Meer zu tauchen, nur mit den Händen unter Wasser zu kommunizieren und den Umgang mit den Wassertieren der Riffmenschen.
Während es für Kiri leichter ist, sich in die neue Umgebung einzufügen, gerät der leicht reizbare Lo’ak immer wieder mit den jungen Metkayina aneinander. Durch einen Trick führen sie ihn in eine gefährliche Zone im Meer, wo er nur knapp dem Angriff eines Raubfisches entkommen kann. Ein von seinen Artgenossen verstoßener walähnlicher Tulkun-Bulle rettet ihn. Tonowari erzählt ihm nach seiner Rückkehr, dass Payakan, so der Name des Tulkun, nicht nur seine Artgenossen getötet haben soll, sondern auch für den Tod vieler Na’vi verantwortlich ist. Lo’ak jedoch kennt die Wahrheit, denn bei einer Verbindung mit Payakan hat er mit ihm seine Erinnerungen geteilt und gezeigt, was geschehen ist: Payakan hatte als einziger aus einer Gruppe von Tulkunen und Na'vi einen Angriff eines Tulkun-Jägers überlebt. Als Kiri mit den Metkayina-Kindern die Bucht der Ahnen besucht, wo sich der Baum der Geister deren Volkes befindet, und versucht, sich mit Eywa zu verbinden, erleidet sie einen Schock. Die herbeigerufenen befreundeten Wissenschaftler können ihr nicht helfen, doch Ronal gelingt es, ihr Bewusstsein in ihren Körper zurückzubringen.
Durch die Sichtung ihrer Helikopter werden jedoch Quaritch und seine Leute auf Jake aufmerksam. Sie überfallen eine Insel des Atolls nach der anderen, drohen den Metkayina, sie zu töten, und stecken ihre Hütten in Brand. Quaritch übernimmt auch das Kommando über riesigen Ekranoplan und Mannschaft eines Tulkun-Jägers, mit dem Kapitän Mick Scoresby und der Meeresbiologe Dr. Ian Garvin für gewöhnlich Jagd auf die von den Na’vi hochverehrten Tiere machen, um aus dem Gehirn eine äußerst wertvolle Medizin zu gewinnen. Dabei wird bekannt, dass die Tulkune über eine hohe Intelligenz verfügen und zu komplexer Kommunikation (ebenso mit Na'vi) fähig sind. Mit Schallkanonen verfolgen sie in Booten eine Gruppe Tulkune, töten ein Muttertier und lassen ihren Kadaver mit Luftsäcken an ihrem Leib auf der Meeresoberfläche treiben, um die Na’vi und vor allem Jake so aus der Reserve zu locken. Da der erlegte Tulkun die „Seelenschwester“ von Ronal war, wollen die Metkayina nun gegen die Menschen kämpfen. Jake will sie davon abhalten und fordert, die Tulkune zurück ins offene Meer zu schicken. Inzwischen ist die Zeit gekommen, in der diese nach Jahren ihres Aufenthalts in anderen unbekannten Gegenden der Ozeane zu den Na’vi zurückkehren.
Als die Kinder von Jake und Tonowari entdecken, dass Payakan von einem Peilsender getroffen wurde und der Tulkun-Jäger ihm daher auf den Fersen ist, versuchen sie, ihn davon zu befreien. Gerade als der Tulkun-Jäger auftaucht, haben sie Erfolg. Payakan kann entkommen, doch drei der Na'vi-Kinder werden von Quaritch gefangen und an Bord genommen. Als Spider die Kontrollanlagen beschädigt und Payakan sich auf den Tulkun-Jäger wirft, kollidiert dieser mit einem Riff und beginnt im Meer zu versinken. Neteyam dringt ein, um die gefangenen Na'vi-Kinder zu befreien, und vollbringt unter anderem bei seinem Bruder Lo'ak einen Teilerfolg, nur Kiri und Tuk bleiben zurück. Neteyam wird während der Flucht von Quaritch angeschossen und stirbt kurz darauf. Jake und Neytiri kehren für Kiri und Tuk in den sinkenden Tulkun-Jäger zurück. Als Quaritch mit der Ermordung von Kiri droht, um Jake zu erpressen, droht Neytiri umgekehrt mit der Ermordung von Spider, um Quaritch auf Grundlage seiner alten Erinnerungen umgekehrt zu erpressen. Die Situation bricht zusammen, als Neytiri in einer Demonstration von Entschlossenheit ihr Messer über die Brust von Spider zieht und Quaritch dem in einem kurzen Moment nachgibt. Die Familie versucht zu fliehen, doch als Quaritch mit unaufhaltsamer Verfolgung droht, stellt sich Jake dem direkten Kampf mit ihm. Spider und Kiri gelingt die Flucht, doch Neytiri und Tuk bleiben in einer Luftblase im Tulkun-Jäger zurück, als dieser kippt, sich dann komplett umdreht und letztendlich versinkt. Quaritch und Jake verlieren während des Kampfes im Wasser beide ihr Bewusstsein. Lo'ak schafft es, seinen Vater in eine Luftblase zu retten, und Spider bringt, nach einigem Zögern, den geklonten Avatar seines Vaters an die Oberfläche. Quaritch steigt dort auf seinen Ikran und fordert Spider auf, ihn zu begleiten, was dieser jedoch ablehnt. Als die Luft langsam ausgeht, erinnert Lo'ak seinen völlig erschöpften Vater an die von den Metkayina gelehrten Atemtechniken und den Weg des Wassers, um den Tauchgang zu überstehen. Kiri schickt einen Schwarm an leuchtenden tintenfischartigen Wesen in das Wrack und begleitet Neytiri und Tuk selbst hinaus.
Neteyam wird im Atoll der Metkayina bestattet und Tonowari bekräftigt gegenüber Jake, dass dies seine Familie zu einem Teil des Stammes der Metkayina mache. Jake und Neytiri tauchen in der Bucht der Ahnen hinab und nehmen über den Baum der Geister den Kontakt zu ihrem verstorbenen Sohn auf. Jake reflektiert, dass Pandora ihre Heimat sowie ihre Festung sei und sie daher hier für sich einstehen werden, was einen aufkommenden Krieg gegen die „Himmelsmenschen“ andeutet.

## Produktion

### Entstehung und Filmtitel

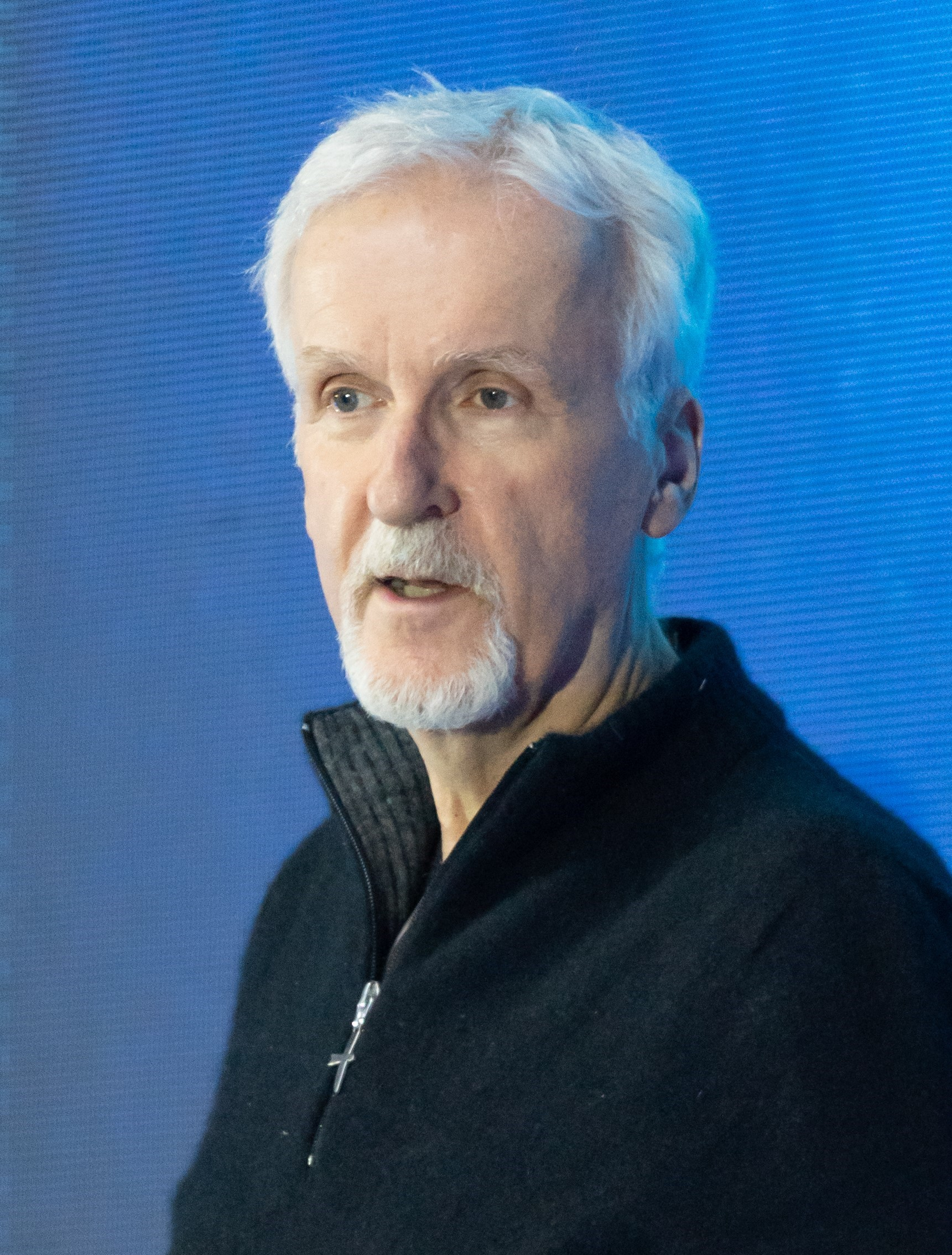
Regisseur James Cameron

James Cameron kündigte bereits im Juni 2006 an, dass er Avatar gerne als Trilogie herausbringen würde, falls der erste Teil erfolgreich sei. Nach dem großen Erfolg des Films verkündete Cameron im Dezember 2009, dass eine Avatar-Trilogie entstehen werde. Nachdem die Fortsetzung ursprünglich 2015 in die Kinos kommen sollte und 20th Century Fox im April 2014 den Kinostart für 2016 ankündigte, gab Cameron im Januar 2015 bekannt, dass sich die Veröffentlichung der Fortsetzung bis Ende 2017 verschieben werde. Nach der Bekanntgabe, dass die Reihe auf eine Tetralogie erweitert wird, wurde bekannt, dass alle drei Fortsetzungen gemeinsam produziert werden sollen, da die Geschichte zwischen allen Filmen geschlossen sei, so Cameron. Später wurde die Filmreihe um einen weiteren Film erweitert, was sie zu einer Pentalogie macht.
Cameron kündigte an, dass der Film wie der erste Teil in 3D und in ausgewählten Szenen mit einer erhöhten Bildrate von 48 Bildern pro Sekunde in die Kinos kommen werde. Produzent Jon Landau sagte, 3D sei für sie kein Gimmick, sondern ein Fenster in einen Film hinein, eine Technik, die es ermöglicht, sich komplett in einem Werk zu verlieren: „Wenn man eine wirklich gute 3D-Präsentation sieht, verschwinden die Grenzen der Leinwand; es ist, als wären sie nicht vorhanden. Das Gefühl ist nicht jenes, auf etwas zu blicken, auf das Licht projiziert wird. Sondern es fühlt sich an, als würde man durch eine virtuelle Welt geführt.“
Landau erklärte vor der Premiere des Films weiter, sie hätten mit dem Gedanken gespielt, bei den vier geplanten Fortsetzungen Pandora zu einem bestimmten Zeitpunkt zu verlassen. Dann jedoch seien sie zu dem Entschluss gelangt, dass der Mond Schauplatz sämtlicher Filme sein wird: „Und so wie wir uns diesmal in eine neue Umgebung begeben und dabei den Metkayina-Clan kennenlernen, so werden wir auch künftig ganz neue Entdeckungen anstellen, die jeden der Filme einzigartig machen.“
Der Filmtitel bezieht sich auf die im Film vorkommende Aussage „Der Weg des Wassers hat keinen Anfang und kein Ende.“ Das Wasser ist nicht nur im Filmtitel von Bedeutung, sondern auch im Film selbst, weil es alles verbindet.

### Besetzung und Filmsprache

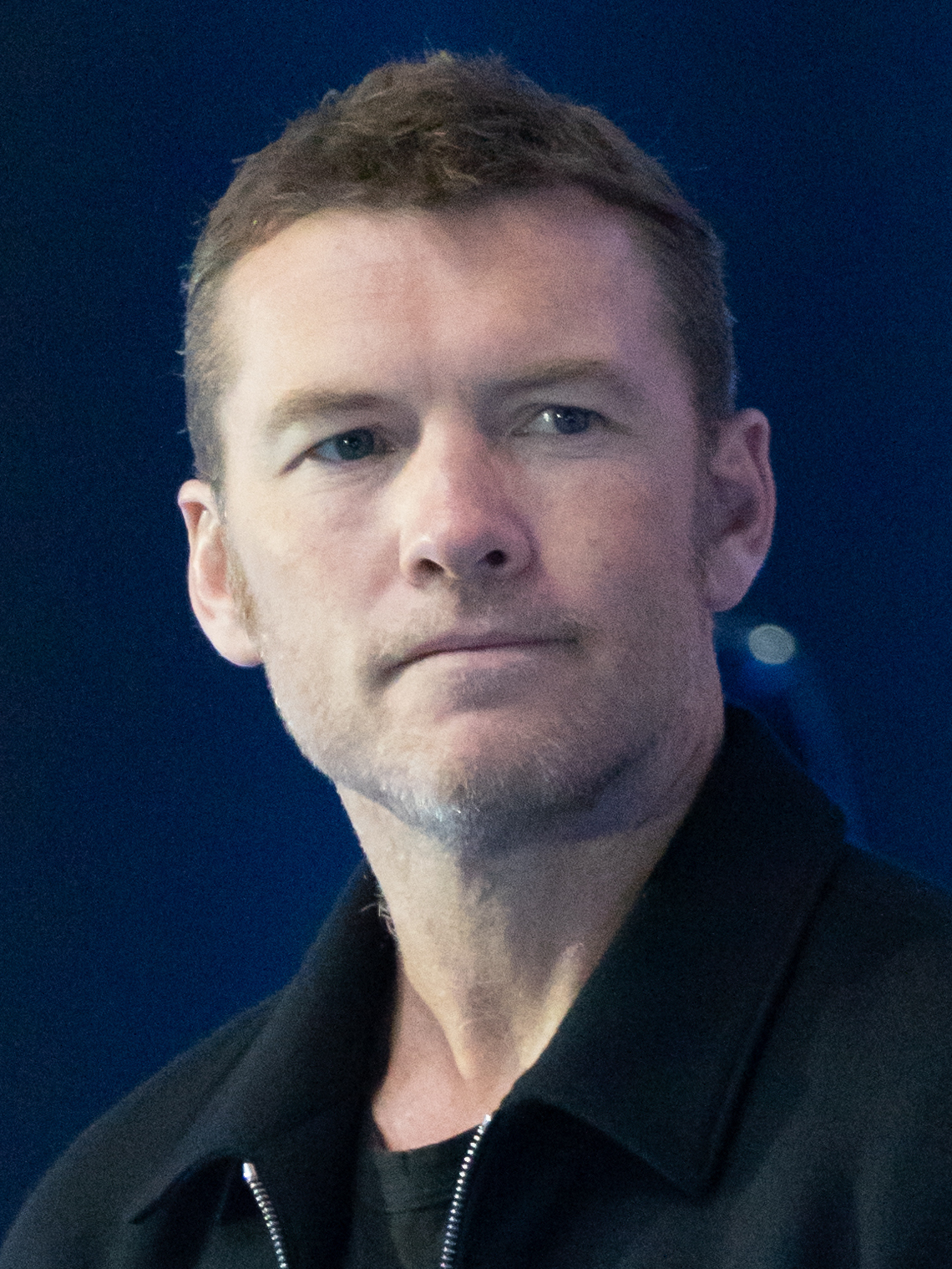
Sam Worthington spielt erneut Jake Sully

Sam Worthington ist erneut in der Rolle von Jake Sully zu sehen. Zoe Saldana spielt seine Frau Neytiri. Jake und Neytiri haben drei leibliche Kinder. Ihr ältester Sohn Neteyam wird von Jamie Flatters gespielt, dessen Bruder Lo’ak von Britain Dalton und ihre kleine Schwester Tuktirey genannt „Tuk“ von Trinity Bliss. Zudem haben sie den Menschenjungen Miles „Spider“ Socorro adoptiert, der von Jack Champion gespielt wird, und Na’vi-Teenager Kiri, die von Sigourney Weaver verkörpert wird. Den Kindern wird in den Fortsetzungen eine besondere Rolle zuteil, wie Produzent Jon Landau gegenüber Entertainment Weekly verriet.
Zusätzlich zu den Sprösslingen von Jake und Neytiri wurden auch Nachkommen eines Na’vi-Clans enthüllt, welcher eine wichtige Rolle in den Fortsetzungen spielen soll. Es geht um einen Stamm, der von der schwangeren Ronal, gespielt von Kate Winslet, und ihrem Mann Tonowari, gespielt von Cliff Curtis, angeführt wird. Damit arbeiten Cameron und Winslet zum ersten Mal wieder zusammen an einem Projekt, seit sie vor 20 Jahren Titanic drehten. Filip Geljo spielt Tonowaris und Ronals Sohn Aonung. In weiteren Rollen sind Edie Falco als General Ardmore und Stephen Lang als Colonel Miles Quaritch zu sehen. Brendan Cowell spielt Kapitän Scoresby, Jemaine Clement den Meeresbiologen Dr. Ian Garvin, die beide im Dienst der Resources Development Administration stehen.
Die Filmsprache für Avatar: The Way of Water entwarf der Linguist Paul Frommer von der University of Southern California in Los Angeles als wissenschaftlicher Berater, der bereits für Avatar – Aufbruch nach Pandora eine solche entwarf. Für die internationalen Synchronfassungen habe er Aussprachehinweise in Form eines phonetischen Manuskripts geliefert, so Frommer. Die Bezeichnung der Sprache selbst, Na’vi, war dabei eine Idee von Cameron.

### Synchronisation
Die deutschsprachige Synchronisation entstand nach einem Dialogbuch von Klaus Bickert und unter der Dialogregie von Solveig Duda sowie Dietmar Wunder im Auftrag von Interopa Film, Berlin. Zoe Saldana und Sigourney Weaver in ihrer neuen Rolle bekamen anstelle von Tanja Geke und Karin Buchholz neue Stimmen. Auch Kate Winslets Standardsynchronsprecherin Ulrike Stürzbecher wurde durch İlknur Bahadır-Schrag ersetzt. Zudem ist Jan Makino wie in den neuen Szenen des ersten Teils als Stimme von Giovanni Ribisi zu hören.
| Rolle          | Darsteller                | Synchronsprecher      |
| Na’vi          | Na’vi                     | Na’vi                 |
| -------------- | ------------------------- | --------------------- |
| Jake Sully     | Sam Worthington           | Alexander Doering     |
| Neytiri        | Zoe Saldana               | Nurcan Özdemir        |
| Lo’ak          | Britain Dalton            | Vincent Borko         |
| Lo’ak          | Chloe Coleman (jung)      | Jakob Gisbertz        |
| Kiri           | Sigourney Weaver          | Julie Bonas           |
| Kiri           | Scarlett Fernandez (jung) | Ellis Drews           |
| Neteyam        | Jamie Flatters            | Jonas Frenz           |
| Neteyam        | Jeremy Irwin (jung)       | Nick Kanty            |
| Tuktirey „Tuk“ | Trinity Jo-Li Bliss       | Rosa Blankenburg      |
| Tonowari       | Cliff Curtis              | Torsten Michaelis     |
| Ronal          | Kate Winslet              | İlknur Bahadır-Schrag |
| Tsireya        | Bailey Bass               | Magdalena Höfner      |
| Aonung         | Filip Geljo               | Oskar Hansch          |
| Rotxo          | Duane Evans Jr.           | Tom Ferenc            |
| Mo’at          | CCH Pounder               | Almut Zydra           |

| Rolle                   | Darsteller           | Synchronsprecher     |
| Menschen und Avatare    | Menschen und Avatare | Menschen und Avatare |
| ----------------------- | -------------------- | -------------------- |
| Colonel Miles Quaritch  | Stephen Lang         | Klaus-Dieter Klebsch |
| Miles „Spider“ Socorro  | Jack Champion        | Jaron Müller-Schuch  |
| Miles „Spider“ Socorro  | Cruz Moir (jung)     | Tom Kanty            |
| Dr. Grace Augustine     | Sigourney Weaver     | Karin Buchholz       |
| Dr. Norm Spellman       | Joel David Moore     | Rainer Fritzsche     |
| Dr. Max Patel           | Dileep Rao           | Olaf Reichmann       |
| General Frances Ardmore | Edie Falco           | Sabine Falkenberg    |
| Corporal Lyle Wainfleet | Matt Gerald          | Matti Klemm          |
| Parker Selfridge        | Giovanni Ribisi      | Jan Makino           |
| Captain Mick Scoresby   | Brendan Cowell       | Jaron Löwenberg      |
| Dr. Ian Garvin          | Jemaine Clement      | Thomas Wenke         |
| Zdinarsk                | Alicia Vela-Bailey   | Britta Steffenhagen  |

### Dreharbeiten und Motion Capture
Die Dreharbeiten sollten gemäß ersten Planungen Anfang 2017 beginnen, ab April 2017 in Neuseeland stattfinden und zudem in Los Angeles und auf dem MBS Media Campus in Manhattan Beach. Später wurde angekündigt, dass die Dreharbeiten erst im Herbst 2017 beginnen sollen. Die Dreharbeiten begannen schließlich am 25. September 2017 in Manhattan Beach in Kalifornien. Weitere Dreharbeiten fanden in Los Angeles und in Neuseeland statt.

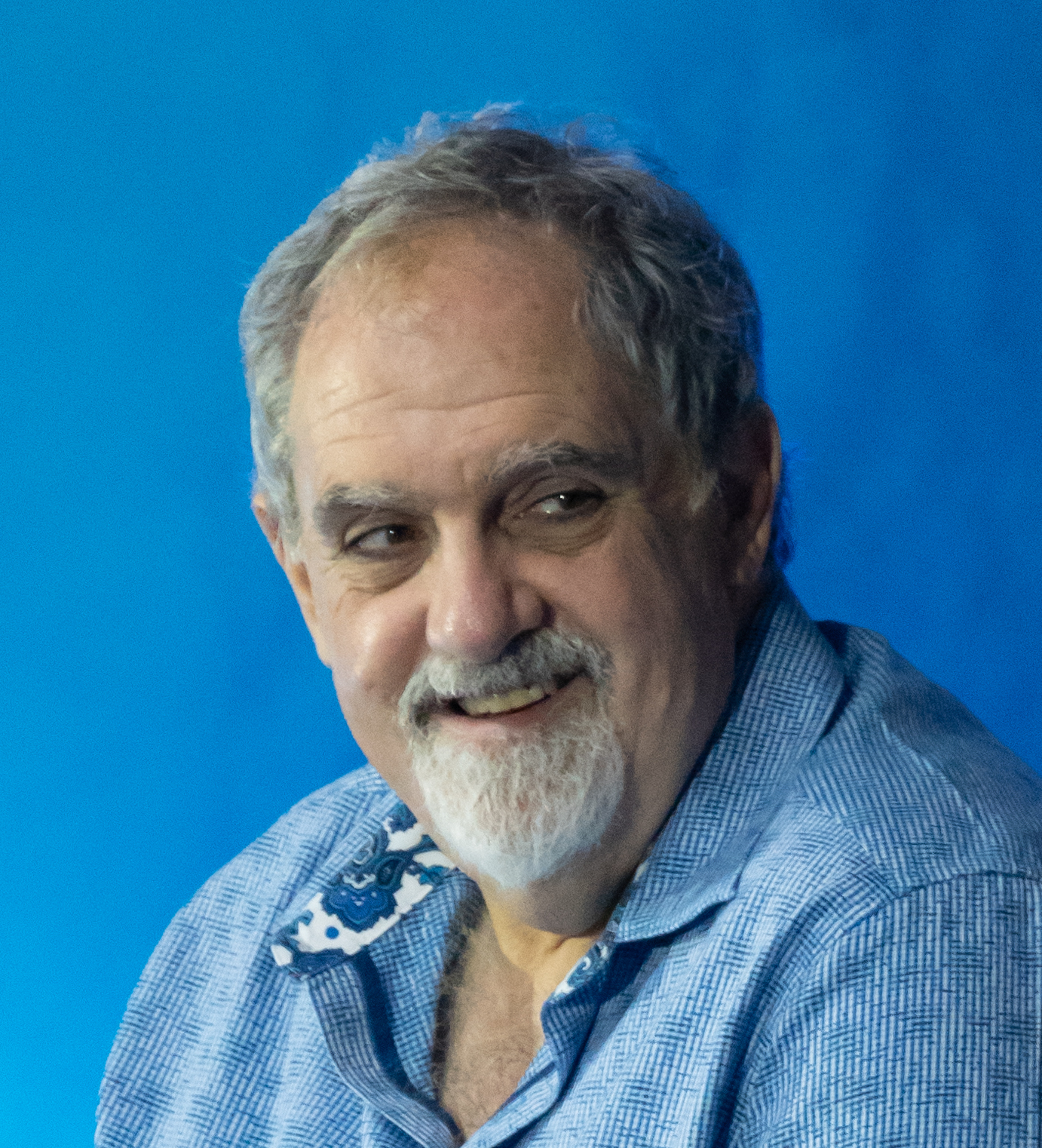
Der im Juli 2024 verstorbene Produzent Jon Landau

In den ersten anderthalb Jahren entstanden die Performance-Capture-Aufnahmen, hiernach wurden über ein Jahr die Live-Action-Szenen aufgenommen. Einen Großteil der Motion-Capture-Szenen filmte Cameron unter Wasser. Alle Schauspieler mussten daher vor Drehbeginn einen Tauchschein machen und lernen, für mehrere Minuten die Luft anzuhalten. Bei den Dreharbeiten gelang es Kate Winslet, die schon für Titanic Tauchszenen bestritten hatte, unter Wasser sieben Minuten und 15 Sekunden die Luft anzuhalten. Dies gilt als – wenn auch inoffizieller – Filmsetrekord. Am 14. November 2018 verkündete Cameron, dass die Dreharbeiten mit der Hauptbesetzung des Films abgeschlossen seien. Produzent Landau erklärte, die Aufnahmen seien nicht als Motion Capture, sondern Performance Capture entstanden, weil sie nicht nur Bewegungen eingefangen haben, sondern auch Emotionen.
Zu dem Umstand, dass zwischen den ersten Ideen für die Fortsetzungen und dem Beginn der eigentlichen Dreharbeiten so viel Zeit vergangen ist, erklärte Landau, dies liege nicht zuletzt daran, dass sie sich nicht einfach in die Produktion stürzen wollten, um dann laufend überlegen zu müssen, wie sich die Geschichte im Detail entwickeln soll: „Für uns war klar, dass wir zuallererst fertige Drehbücher benötigen – und zwar alle vier.“

### Filmmusik und Soundtrack
Die Filmmusik komponierte Simon Franglen. Der Film verwendet auch das Lied Song Chord, das von ihm geschrieben wurde und von Schauspielerin Zoe Saldana gesungen wird. Ebenfalls arbeitete der kanadische R&B-Star The Weeknd an der Filmmusik mit. Der von ihm geschriebene Song Nothing Is Lost (You Give Me Strength) wurde von Franglen und Swedish House Mafia produziert und am 15. Dezember 2022 von Hollywood Records veröffentlicht. Am darauffolgenden Tag erschien das Soundtrack-Album mit Franglens Filmmusik. Nothing Is Lost (You Give Me Strength) von The Weeknd und The Songcord von Zoe Saldaña sind als erster und als letzter Titel auf dem Soundtrack-Album enthalten, das insgesamt 22 Musikstücke umfasst. Eine Veröffentlichung auf CD ist am 20. Januar 2023 geplant, ebenso eine Veröffentlichung auf Vinyl und ein Album mit dem Expanded Score mit 32 Musikstücken.
Nothing is Lost (You Give Me Strength) und der Song The Songcord haben sich für eine Nominierung in der Kategorie Bester Song im Rahmen der Oscarverleihung 2023 qualifiziert.

### Marketing und Veröffentlichung
Erstes Bewegtbildmaterial wurde Ende April 2022 im Rahmen der CinemaCon vorgestellt. Ein erster Teaser folgte am 9. Mai 2022. Ein erster Trailer wurde Anfang November 2022 vorgestellt.
Die Premiere des Films erfolgte am 6. Dezember 2022 am Leicester Square in London. Am 12. Dezember 2022 feierte der Film im Zoo Palast Berlin seine Deutschlandpremiere und am gleichen Abend in Hollywood seine Red-Carpet-Premiere in den USA. Nach zahlreichen Verschiebungen, zuletzt aufgrund der COVID-19-Pandemie, erfolgte der US-amerikanische Kinostart am 16. Dezember 2022. Am gleichen Tag kam der Film in die chinesischen Kinos. In Deutschland lief der Film zwei Tage zuvor in den Kinos an.
Avatar: Fire and Ash ist für Dezember 2025, Avatar 4 für Dezember 2029 und Avatar 5 für Dezember 2031 geplant.
Am 7. Juni 2023 wurde Avatar: The Way of Water in das Programm von Disney+ aufgenommen.

### Produktionskosten
Das Budget des Films beträgt gemäß verschiedener Quellen 350 Millionen bis 460 Millionen US-Dollar (Werbekosten nicht inbegriffen). Offizielle Angaben zu den Produktionskosten gibt es nicht. Gegenüber dem Produktionsstudio soll Cameron gesagt haben, dass der Film mindestens auf Platz drei oder vier der finanziell erfolgreichsten Filme aller Zeiten landen müsse, um profitabel zu sein. Nach Aussagen Dritter müsse Avatar: The Way of Water über zwei Milliarden US-Dollar einspielen.

## Rezeption

### Altersfreigabe
In den USA wurde der Film von der MPAA wegen Szenen harter Gewalt, intensiver Action, Nacktheit in Teilen und Sprachgebrauch als PG-13 eingestuft. In Deutschland wurde der Film von der FSK ab 12 Jahren freigegeben. In der Freigabebegründung heißt es, der bildgewaltig inszenierte Film enthalte vor allem in der zweiten Hälfte eine Vielzahl dramatischer Spannungs- und Actionszenen. Dabei arbeite der Film mit einem klaren Gut-Böse-Schema. Körperliche Gewalt und Tötungen seien zurückhaltend bebildert, und die positiven und friedliebenden Helden agierten dabei auch nicht aggressiv, sondern in Selbstverteidigung. Im Vordergrund stehe grundsätzlich die Botschaft von Naturverbundenheit und harmonischem Miteinander.

### Kritiken
Von den bei Rotten Tomatoes aufgeführten Kritiken sind 76 Prozent positiv. Auf Metacritic erhielt der Film einen Metascore von 68 von 100 möglichen Punkten.

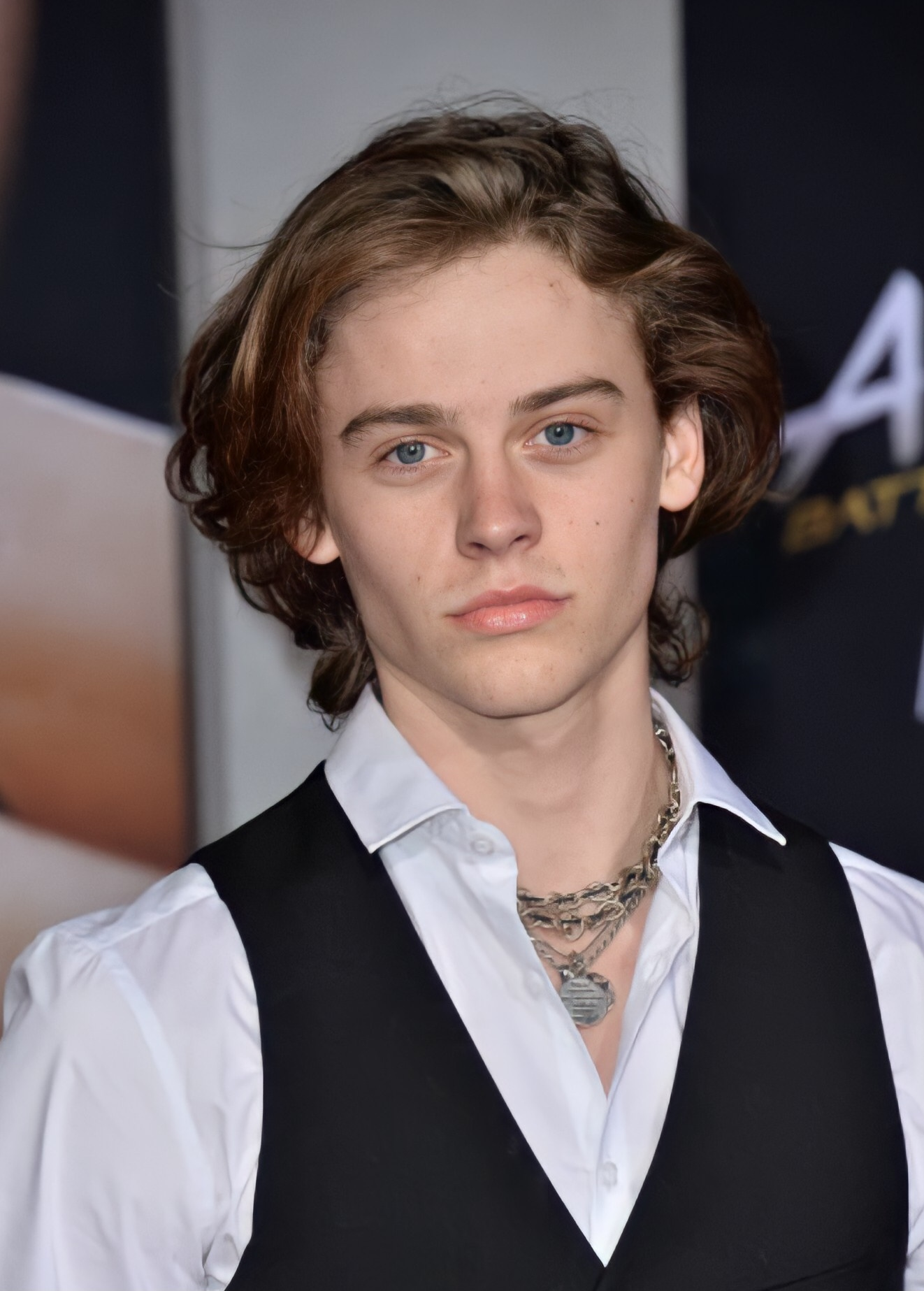
Neu dabei ist Britain Dalton in der Rolle von Jakes und Neytiris Sohn Lo’ak

Barbara Schweizerhof schreibt in der taz, das „Underwater Motion Capture“, das James Cameron in dem Film vor die Trickkamera zaubert, erscheine als die paradoxerweise natürlichste Unterwasseraufnahme, die es in einem Spielfilm je zu sehen gab. Es seien aber nicht nur die Unterwasseraufnahmen als solche, die Way of Water zu einem Spektakel im wahrsten Sinn des Wortes machten, sondern die ganzen Bewegungen der Figuren in und über Wasser, mit und aus dem Wasser heraus: „Von den Meerestieren, den Pflanzen, den Wellen und Strömungen bis hin zu den einzelnen Tropfen auf den Gesichtern und Haaren der Helden und Heldinnen fließt, schwimmt und taucht alles mit einer visuellen Selbstverständlichkeit, die förmlich in die Leinwand hineinzieht. Zwischendurch könnte man glatt vergessen, dass man in einem nahezu komplett CGI-generierten Film sitzt.“
Auch Mae Abdulbaki hebt in ihrer Kritik bei Screen Rant die Optik des Films hervor. Jedes Bild sei atemberaubender und magischer als das vorherige, und besonders eindringlich seien die Unterwasserszenen. Wenn die Kinder von Jake und Neytiri den Ozean und die wunderschön gerenderten Kreaturen darin erkunden, ziehe The Way of Water auch das Publikum mit sich, und die 3D-Pops machten dieses Abenteuer noch intensiver. Es komme der Avatar-Fortsetzung zugute, dass Cameron einen neuen Teil von Pandora mit seinen unterschiedlichen Bewohnern erkunde, anstatt im Wald zu bleiben. Das Hauptaugenmerk des Films liegt auf der jüngeren Na'vi-Generation, was es dem Film ermöglicht, Pandora und die Na'vi weiter zu erkunden. Auch die Einbeziehung der Metkayina bringe einen neuen Blickwinkel in die Geschichte. All das habe eine Push-Pull-Dynamik zwischen den Erwachsenen und den Teenagern zur Folge. Allerdings scheint Abdulbaki die Geschichte etwas dünn geraten, auch wenn sie mehr Tiefe als der erste Film besitze.
Im Gegensatz dazu schreibt Peter Bradshaw in The Guardian, dass die Effekte, „so technisch beeindruckend sie auch sein mögen“, auf eine „Bewegungsglätte bei hoher Bildrate“ hinauslaufen, die „seelenlos und träge“ ist. Camerons Unterwasserwelt sehe aus wie ein „Billionen Dollar teurer Bildschirmschoner“.
Auch Kai Mihm von epd Film stört sich an der Ästhetik: Der „bemerkenswert immersive Effekt“ des 3-D werde immer wieder durch die „artifiziell aussehende 48-fps-Ästhetik vieler Szenen“ konterkariert. Wie schon bei Peter Jacksons Der Hobbit sehe das aus, „als hätte man vergessen, beim Fernseher den ‚Kino-Modus‘ einzuschalten, mit übersättigten Farben, unnatürlicher Schärfe und der unfilmischen Videotextur eines Making-of-Clips.“ Da nicht alles in diesem Format gedreht worden sei, „wechselt der Look zuweilen sogar innerhalb einer Szene“.
Zu einem harten Urteil kommt Rüdiger Suchsland auf Telepolis. Während er die verbesserte Darstellung weniger auf eine verbesserte 3D-Technik als vielmehr auf die Steigerung von 24 auf 48 Bilder pro Sekunde zurückführt, missfalle ihm insbesondere das von dem Film propagierte Wertesystem, das für ihn aus „schmierigen Männerphantasien“ im Geist des 19. Jahrhunderts fließe. Suchsland schreibt: „Es ist unfassbar reaktionär, wie hier Frauen selten etwas anderes tun, als zu kochen, zu weinen, und sich dann an den Schultern der Männer zu trösten. Diese entscheiden alles. Auch sehr US-amerikanisch ist, dass wir wieder diesen Söhne[n] begegnen, die mit ihren Vätern Probleme haben, und dass immer wieder Väter gesucht werden, die Mütter hingegen irgendwie nie.“

### Einspielergebnis
In den USA spielte der Film in den Kinos an seinem Eröffnungswochenende 134,1 Millionen US-Dollar ein. In China lagen die Einnahmen am Startwochenende bei rund 57 Millionen US-Dollar. Hier wurde in den Jahren 2021 und 2022 auch der Vorgängerfilm Avatar – Aufbruch nach Pandora wiederveröffentlicht. Weltweit sind es 2,32 Milliarden US-Dollar, davon alleine 684,1 Millionen US-Dollar in Nordamerika. In Deutschland verzeichnet der Film 10.202.132 Besucher bei einem Einspielergebnis von rund 138,8 Millionen Euro, womit er sich auf Platz 1 der im Jahr 2022 gestarteten Filme befindet. In Österreich verzeichnet er mehr als 1,1 Millionen Besucher. Damit befindet sich Avatar: The Way of Water auf Platz 1 der weltweit erfolgreichsten Filme des Jahres 2022 und in der Liste der weltweit erfolgreichsten Filme auf Platz 3 (Stand: 19. April 2025). Das Einspielergebnis der ersten beiden Filme der Avatar-Reihe beläuft sich derzeit auf 5,24 Milliarden US-Dollar.

### Auszeichnungen
Vom American Film Institute wurde Avatar: The Way of Water in die Liste der zehn herausragendsten Filme des Jahres 2022 aufgenommen. Im Rahmen der Oscarverleihung 2023 befand sich Simon Franglens Arbeit in einer Shortlist für die Kategorie Beste Filmmusik und Nothing is Lost (You Give Me Strength) in einer Shortlist für die Kategorie Bester Song. Auch in den Shortlists der Kategorien Bester Ton und Beste visuelle Effekte fand der Film Berücksichtigung. Im Rahmen der Verleihung der British Academy Film Awards 2023 befindet sich der Film in den Longlists in den Kategorien Bestes Szenenbild, Beste visuelle Effekte und Bester Ton. Im Folgenden weitere Auszeichnungen und Nominierungen.
AACTA International Awards 2023
- Auszeichnung als Bester Film

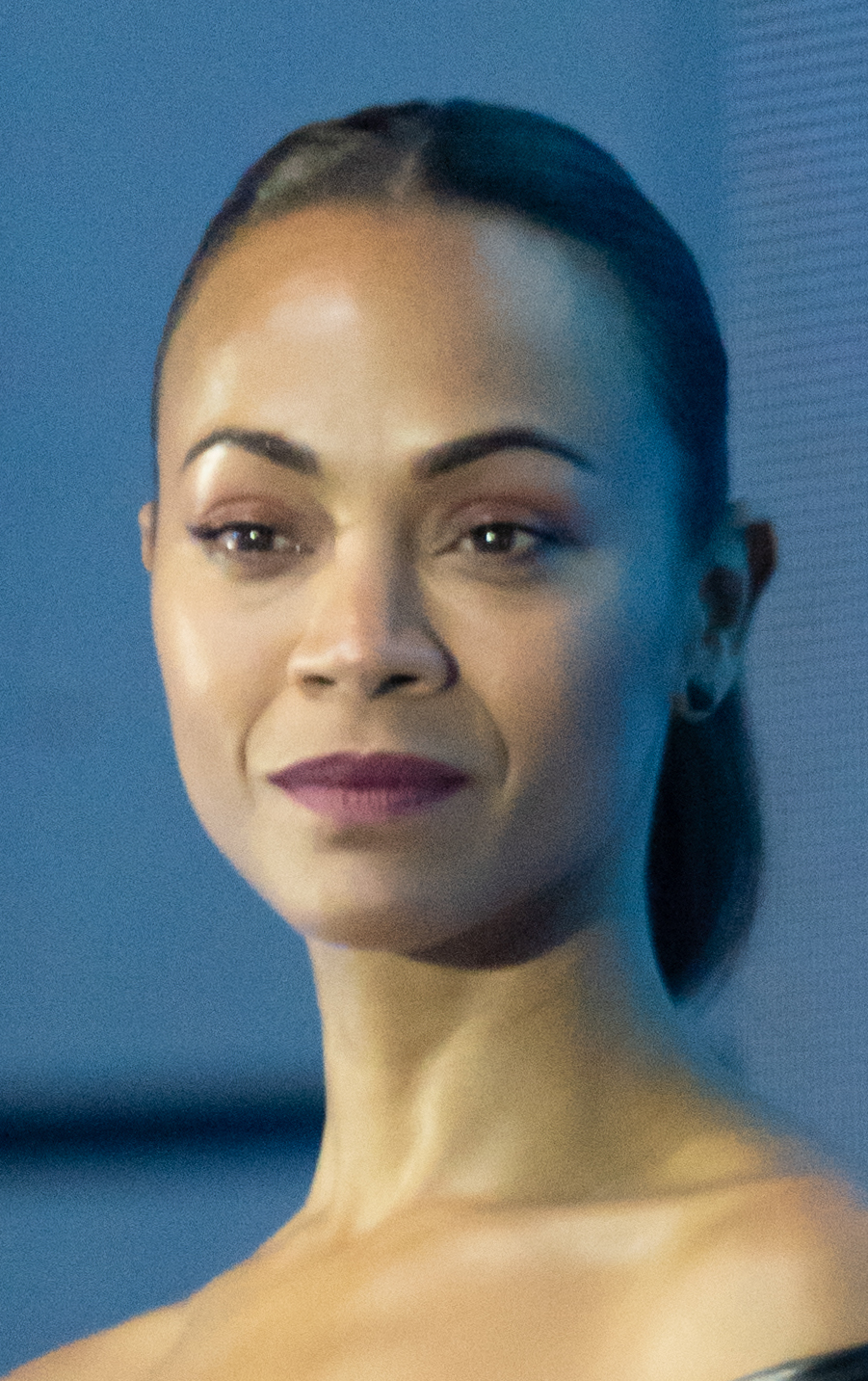
Zoe Saldana spielt Neytiri

- Nominierung für die Beste Regie (James Cameron)[67]

Annie Awards 2023
- Auszeichnung für die Besten Spezialeffekte
- Auszeichnung für die Besten animierten Charaktere in einem Live-Action-Film[68]

Art Directors Guild Awards 2023
- Nominierung für das Beste Szenenbild eines Fantasyfilms (Dylan Cole & Ben Procter)[69]

Artios Awards 2023
- Nominierung für den „Zeitgeist Award“ (Margery Simkin, Katrina Wandel George, Jasmine Gutierrez & Sydney Shircliff)[70]

Black Reel Awards 2023
- Auszeichnung für die Beste Synchronarbeit (Zoe Saldana)[71]

British Academy Film Awards 2023
- Auszeichnung für die Besten visuellen Effekte (Richard Baneham, Daniel Barrett, Joe Letteri und Eric Saindon)
- Nominierung für den Besten Ton[72]

Chicago Film Critics Association Awards 2022
- Nominierung für die Besten visuellen Effekte
- Nominierung für das Beste Szenenbild[73]

Critics’ Choice Movie Awards 2023
- Auszeichnung für die Besten visuellen Effekte[74]
- Nominierung als Bester Film
- Nominierung für die Beste Regie (James Cameron)
- Nominierung für die Beste Kamera (Russell Carpenter)
- Nominierung für den Besten Schnitt (Stephen Rivkin, David Brenner, John Refoua & James Cameron)
- Nominierung für das Beste Szenenbild (Dylan Cole, Ben Procter & Vanessa Cole)

Critics’ Choice Super Awards 2023
- Nominierung als Bester Science-Fiction-/Fantasyfilm
- Nominierung als Beste Schauspielerin in einem Science-Fiction-/Fantasyfilm (Zoe Saldana)[75]

Environmental Media Award 2023
- Auszeichnung in der Kategorie Spielfilm[76]

Golden Globe Awards 2023
- Nominierung als Bester Film – Drama
- Nominierung für die Beste Regie (James Cameron)

Hollywood Music In Media Awards 2022
- Nominierung in der Kategorie Original Song – Feature Film (The Songchord, Simon Franglen und Zoe Saldana)
- Nominierung für die Beste Filmmusik – Fantasyfilm (Simon Franglen)[77]

Imagen Awards 2023
- Auszeichnung als Beste Hauptdarstellerin (Zoe Saldana)[78]

Los Angeles Film Critics Association Awards 2022
- Auszeichnung für das Beste Szenenbild (Dylan Cole und Ben Procter)[79]

Motion Picture Sound Editors Awards 2023
- Nominierung in der Kategorie Outstanding Archievement in Sound Editing – Feature Effects / Foley[80]

MTV Movie & TV Awards 2023
- Nominierung als Bester Film[81]

National Board of Review Awards 2022
- Aufnahme in die Top-Ten-Filme[82]

Nickelodeon Kids’ Choice Awards 2023
- Nominierung als Bester Film[83]

Online Film Critics Society Awards 2023
- Nominierung für das Beste Szenenbild (Dylan Cole & Ben Procter)
- Nominierung für die Besten visuellen Effekte[84]

Oscarverleihung 2023
- Nominierung als Bester Film
- Nominierung für das Beste Szenenbild (Dylan Cole, Vanessa Cole und Ben Procter)
- Auszeichnung für die Besten visuellen Effekte (Richard Baneham, Daniel Barrett, Joe Letteri und Eric Saindon)
- Nominierung für den Besten Ton

Producers Guild of America Awards 2023
- Nominierung für den Darryl F. Zanuck Award[85]

Satellite Awards 2022
- Nominierung als Bester Film – Drama
- Nominierung für die Beste Regie (James Cameron)
- Nominierung für die Beste Kamera (Russell Carpenter)
- Nominierung für das Beste Szenenbild (Dylan Cole und Ben Procter)
- Nominierung für den Besten Ton (Christopher Boyes, Gwendolyn Yates Whittle, Dick Bernstein, Gary Summers, Michael Hedges und Julian Howarth)
- Nominierung für die Besten visuellen Effekte (Joe Letteri, Eric Saindon, Richie Baneham und Dan Barrett)[86]

Saturn-Award-Verleihung 2024
- Auszeichnung als Bester Science-Fiction-Film
- Auszeichnung für die Beste Regie (James Cameron)
- Auszeichnung für das Beste Drehbuch (James Cameron, Rick Jaffa & Amanda Silver)
- Nominierung als Bester Hauptdarsteller (Sam Worthington)
- Nominierung als Beste Hauptdarstellerin (Zoe Saldana)
- Nominierung als Bester Nebendarsteller (Stephen Lang)
- Nominierung als Bester Nachwuchsschauspieler (Jack Champion)
- Nominierung für die Beste Filmmusik (Simon Franglen)
- Nominierung für den Besten Schnitt (Stephen Rivkin, David Brenner, John Refoua & James Cameron)
- Nominierung für das Beste Szenenbild (Dylan Cole & Ben Proctor)
- Nominierung für die Besten Kostüme (Bob Buck & Deborah Lynn Scott)
- Auszeichnung für die Besten Effekte (Joe Letteri, Richard Baneham, Eric Saindon & Daniel Barrett)

Screen Actors Guild Awards 2023
- Nominierung als Bestes Stuntensemble[87]

VES Awards 2023
- Auszeichnung für die Besten visuellen Effekte in einem fotorealistischen Spielfilm
- Auszeichnung für die Besten animierten Charaktere in einem fotorealistischen Spielfilm
- Auszeichnung für die Besten erstellten Umgebungen in einem fotorealistischen Spielfilm (The Reef)
- Auszeichnung für die Beste virtuelle Kameraarbeit
- Auszeichnung für die Beste Modellierung in einem fotorealistischen oder animierten Spielfilm (The Sea Dragon)
- Auszeichnung für die Beste Simulation von Effekten in einem fotorealistischen Spielfilm (Wasser)
- Auszeichnung für das Beste Compositing und die beste Beleuchtung in einem Spielfilm (Water Integration)
- Auszeichnung für die Besten Spezialeffekte in einem fotorealistischen Spielfilm (Current Machine and Wave Pool)
- Auszeichnung für den „Emerging Technology Award“ (Water Toolset)
- Nominierung für die Besten erstellten Umgebungen in einem fotorealistischen Spielfilm (Metkayina Village)
- Nominierung für die Beste Simulation von Effekten in einem fotorealistischen Spielfilm (Feuer und Zerstörung)
- Nominierung für das Beste Compositing und die beste Beleuchtung in einem Spielfilm (Landing Rockets Forest Destruction)
- Nominierung für den „Emerging Technology Award“ (Depth Comp)
- Nominierung für den „Emerging Technology Award“ (Facial System)[88]

World Soundtrack Awards 2023
- Auszeichnung als Discovery of the Year (Simon Franglen)[89]